# Art Ukraine
«ART UKRAINE» — український журнал про мистецтво, заснований у 2007 році. Публікує інтерв'ю, критичні огляди, колонки та тематичні рубрики від провідних фахівців, художників та кураторів.

## Історія видання
ART UKRAINE на початку існував у двох форматах: (1) онлайн версія, що охоплювали щоденне оновлення новин та публікацію статей та (2) друкований номер, що видавався щокварталу накладом 10000 примірників (англійська версія видавалась один раз на квартал/один раз на пів року).
У 2007-2013 роках виходила друкована версія журналу. Спершу лише українською мовою, потім також російською й англійською. З 2014-2017 рік вихід друкованої версії журналу було призупинено, а у червні 2017 вийшов останній колекційний номер, присвячений десятиріччю існування видання. У січні 2019 стало відомо про закриття онлайн-версії Наталією Заболотною.   

## Редактори друкованого та онлайн видання (2007 - 2019 роки)
- Аліса Ложкіна – головний редактор Art Ukraine з 2007-2016 рік.
- Анастасія Герасимова – головний редактор Art Ukraine з 2016-2017 рік.
- Роксана Рублевська – головний редактор Art Ukraine з 2018-2019 рік.